# Manon Petit
Manon Petit (Clermont-Ferrand, 7 de diciembre de 1998) es una deportista francesa que compite en snowboard. Ganó una medalla de plata en el Campeonato Mundial de Snowboard de 2017, en la prueba de campo a través.

## Medallero internacional
| Campeonato Mundial | Campeonato Mundial     | Campeonato Mundial | Campeonato Mundial         |
| Año                | Lugar                  | Medalla            | Competición                |
| ------------------ | ---------------------- | ------------------ | -------------------------- |
| 2017               | Sierra Nevada (España) | Medalla de plata   | Campo a través por equipos |